# Seven Minutes of Nausea
Seven Minutes of Nausea (englisch; auf Deutsch etwa Sieben Minuten Übelkeit, abgekürzt 7MON in verschiedenen Schreibweisen) ist ein Noisecore-Projekt, das 1985 in Australien gegründet wurde und seit den 1990er-Jahren seine Basis in Deutschland hat. Kennzeichnend für das Projekt ist die Arbeit als Duo, wobei das Line-up für Auftritte um Livemusiker ergänzt wird.

## Geschichte
Das Projekt Seven Minutes of Nausea wurde 1985 von Mick Hollows und seinem Bruder „Scut“ in Croydon, einem Vorort von Melbourne, als Rock-’n’-Roll-Band gegründet. Der Bandnamensbestandteil „Nausea“ geht auf den Roman Der Ekel (französisch: La nausée) von Jean-Paul Sartre zurück; der Namensbestandteil „Seven Minutes“ hat keine Bedeutung. Noch im ersten Jahr des Bestehens erfolgte ein Stilwechsel hin zu deutlich schnellerer Musik, wobei ausgetestet wurde, wie schnell und kurz einzelne „Lieder“ sein könnten. Eine 1985 entstandene, erste Demokassette namens Harry Dean Suicide bewegte sich mit teilweise liedartigen Strukturen noch im Bereich zwischen Hardcore und Grindcore. Die erste reguläre Veröffentlichung war eine EP mit 13 Minuten Spielzeit und 342 Titeln, die auf dem deutschen Label TNT & Records erschien, mit dessen Eigentümer Matthias Weigand Mick Hollows in Kontakt blieb.
Im Januar 1990 trennten sich Hollows und Scut, da ersterer eine ausgedehnte Reise nach Europa unternahm und sich dort schließlich niederließ. In Europa führte er Seven Minutes of Nausea mit wechselnden Mitmusikern fort. Er lebte eine Weile in Koblenz in der Nähe von Weigand, dann zehn Jahre in London und seit 2005 wieder in Koblenz. Seitdem bilden Hollows und Weigand den Kern der Band.
Seven Minutes of Nausea spielten 2015 auf dem Festival Obscene Extreme sowie 2012 und 2014 auf dem Noisefest in Ljubljana. Auf dem Obscene Extreme traten sie als Headliner der „Noisecore Night“ auf.
Bassist Weigand betreibt das Plattenlabel Ecocentric, auf dem neben Seven Minutes of Nausea auch thematisch ähnlich gelagerte Bands wie Cause for Effect, Japanische Kampfhörspiele, NunSlaughter oder Sore Throat veröffentlichen. Weigand spielt mit dem ehemaligen Gitarristen Achim Friedrich in der Industrial-Band End of Silence, in der auch Hollows zeitweilig Mitglied war.

## Stil
Seven Minutes of Nausea bewegen sich musikalisch zwischen den Genres Noise und Grindcore. In den Medien wird für derartige Musik gelegentlich der Begriff „Noisecore“ oder „Noisegrind“ verwendet; gemeint ist damit, dass sie im Grindcore noch vorhandenen Songstrukturen auflöst und im Rahmen des klassischen Grindcore-Instrumentariums ausschließlich auf Geschwindigkeit und Chaos abzielt. Prominentester Vertreter dieses Genres war die US-amerikanische Band Anal Cunt, deren Mitglieder Seth Putnam und Fred Ordonez zeitweilig bei Seven Minutes of Nausea spielten. Um ihre Musik auf die Bühne übertragen zu können, setzen Seven Minutes of Nausea live zeitweilig zwei Schlagzeuger gleichzeitig ein. Die Texte der Band behandeln zum größten Teil Politik und nehmen dabei eine deutlich linke Position ein, wobei das Textportfolio im Laufe der Zeit zunehmend um persönliche Erlebnisse ergänzt wurde. Als musikalische Einflüsse der Band in den Anfangstagen ihres Bestehens gibt der ehemalige Schlagzeuger und Textautor Scut die holländische Hardcoreband Lärm und die französische Band Rapt an.
Das Trust-Magazin zog ob der kurzen Titellaufzeiten Vergleiche zu Grindcore-Bands wie Napalm Death oder den Electro Hippies. Das Onlinemagazin Vampster bezeichnete die Musik von Seven Minutes of Nausea im Rahmen der Rezension eines Split-Albums mit Sist En 343 und TN666 als „zusammenhanglosen Lärm“. Das Magazin Metal.de urteilte über die Band, sie sei sicherlich „Kult“, habe aber „schon immer die Grenze des schlechten Geschmacks nicht nur erreicht, sondern weit überschritten“. Auf Last.fm werden die Stücke der Band als „ultrakurze Lärmexplosionen“ bezeichnet. In den Veranstalterankündigungen zum Obscene Extreme 2015 wurde die Band als die repräsentativste Band der Noisecore-Ära und als „Pioniere des Genres“ bezeichnet. Die Band selbst bezeichnet ihre Musik als „Lärm, so schnell und genau wie möglich“ und gibt finnische und schwedische Hardcore-Bands der 1980er-Jahre als Einflüsse an.

## Diskografie

### Alben und EPs
- 1988: Our Culture Is Boring (EP, TNT & Records)
- 1989: Thrashbora (EP, Standard of Rebellion Records)
- 1990: Your Father Was a Poser… And What's About You?? (EP, TNT & Records)
- 1992: Disobediant Loser (EP, Ecocentric Records)
- 1993: XX (EP, Psycho Mania Records)
- 1997: Our Culture Re-Bored (EP, A.I.P.R.)
- 1998: Chavo (Ecocentric)
- 2007: Das Ablenker (EP, Ecocentric)
- 2010: Non Exact Info (EP, Noisecore Resistance)

### Split-Veröffentlichungen
- 1989: We'll Just Have to Acclimatize Ourselves to the Post-Nuclear Area (Split-EP mit Anal Cunt)
- 1995: Split-Tape mit Necrose (Sem Nome Tapes)
- 1995: Split-EP mit Eunuch (Ecocentric)
- 1996: Split-EP mit Noise Waste (Freak Animal Records)
- 1998: Rotten Fake! (Split-Album mit Agathocles und Le Scrawl, Ecocentric)
- 2000: Split-EP mit PTAO (Bizarre Leprous Production)
- 2001: Mehr Bomben Für Die Front / Overhead Project Koblenz (Split-EP mit Strichnin, Zyklonen Tapes)
- 2002: Split-EP mit Deca Debilane (Abnormal Beer Terrorism Records)
- 2008: 7MONX -vs- AGX (Split-EP mit Agathocles, Menace To Sobriety Records)
- 2009: Split-Album mit Yesmeansyes (Lolita Slavinder Records)
- 2009: My Head Is About to Explode! / 'Brunt' Melbourne Mid ´´80s (Split-EP mit Gorgonized Dorks, Bringer of Gore)
- 2010: Collapsing In (Split-Album mit Kusari Gama Kill, Ecocentric)
- 2010: 1K Spät / Tough Guys (Split-EP mit Intestinal Infection, Bringer of Gore)
- 2012: Damnatio Ad Bestias Vol 2 (Split-Album mit Sist En 343 und TN666, Ecocentric)
- 2013: Primo Atto Di Violenza / Jatkuvaa Pahoinvointi (Split-EP mit Necrocannibalistic Vomitorium, Horns & Hoofs Records)
- 2015: Torture Machine / Eviscerate Ejaculate Annihilate Dominate (Split-Album mit Sete Star Sept, Bringer of Gore)
- 2015: 7moИ kontra Sedem•Minút Strachu (Split-EP mit Sedem Minút Strachu, Underground Pollution Records)
- 2017: Playing Tonight Only (Split-Album mit Deflowered Cunt, Grindfather Productions)
- 2021: Split-EP mit Deche-Charge (Ratgirl Records)

### Kompilationen
- 1989: Here's the Actual Nature of Death (Screaming for a Change)
- 1995: Censored Noise (The Demos Vol. 1) (B-Gore Records)
- 2007: Old Noises of the Roses (R.O.N.F. Records)
- 2020: Our Conscience Will Not Acclimatise (F.O.A.D. Records)